# Комарецкая, Любовь Васильевна
Любовь Васильевна Комарецкая (27 августа 1897, с. Жданы — 31 мая 1987, Киев) — советская актриса театра и кино. Заслуженная артистка УССР (1951).

## Биография
Родилась 27 августа (8 сентября) 1897 года в селе Жданы Полтавской губернии Российской империи.
В 1923 году окончила Киевский музыкально-драматический институт им. М. В. Лысенко после чего несколько лет работала в театрах Одессы, Винницы, Каменца-Подольского, Житомира.
В 1930—1960 годах — в Киевском украинском драматическом театре им. И. Франко.
Умерла в 1987 году в Киеве.

## Фильмография
- 1978 — Подпольный обком действует — эпизод
- 1977 — Весь мир в глазах твоих… — бабушка Анечки
- 1976 — Дума о Ковпаке — старуха в сгоревшем селе
- 1975 — Ральф, здравствуй! (киноальманах), новелла «Чип» — эпизод
- 1972 — Доверие — Стеблева
- 1972 — Вера, Надежда, Любовь — завхоз госпиталя
- 1971 — Где вы, рыцари? — дежурная в больнице
- 1970 — Путь к сердцу — Ефросинья Семёновна
- 1970 — Обратной дороги нет — Мария Петровна
- 1969 — Рассказы о Димке — бабушка
- 1966 — В город пришла беда — Любовь Махотина, жена Ивана Алексеевича
- 1966 — Бурьян — Беспальчиха, сестра Огиря
- 1965 — Гадюка — Фуркина
- 1963 — Стёжки-дорожки — эпизод
- 1961 — С днём рождения — эпизод
- 1960 — Люди моей долины — эпизод
- 1959 — Если любишь… — эпизод
- 1958 — Гроза над полями — Варвара Македониха, мать Якова
- 1957 — Партизанская искра — мать Кучера
- 1955 — Лимеривна — Оришка
- 1955 — Звёзды на крыльях — мама Гали
- 1952 — Украденное счастье (фильм-спектакль) — Настя
- 1952 — В степях Украины (фильм-спектакль) — Палашка, жена Часныка